# Edward Cronin
Edward Cronin (1er février 1801 – 1er février 1882) est un pionnier de l'homéopathie en Angleterre et l'un des fondateurs du mouvement des Frères de Plymouth.

## Biographie
Cronin est né en 1801 à Cork, en Irlande, avant de déménager à Dublin pour des raisons de santé vers 1826. À Dublin, il étudie la médecine à l'hôpital Meath, et utilise ensuite ses compétences médicales lors de la mission pionnière d'Anthony Norris Groves à Bagdad, dans l'Empire ottoman. Après la mort de sa première femme en 1829, Cronin part avec Groves pour apporter un soutien médical, notamment pour faire face à une épidémie de peste. Pendant son séjour en Iran, puis en Inde, il traite également le choléra et le typhus en utilisant des principes homéopathiques.
Cronin retourne en Angleterre en 1836, où, en tant que médecin, il devient l'un des premiers à adopter l'homéopathie au Royaume-Uni. Il est membre de l'English Homeopathic Association et, en 1858, il est le dernier à devenir médecin à Lambeth avant que la loi médicale de 1858 n'abolisse cette qualification particulière. Cronin se remarie et s'installe à Brixton où il vit jusqu'à sa mort en 1882.
Le fils aîné de Cronin Eugene Francis Cronin, se lance également dans la pratique homéopathique, et un autre de ses fils, Augustus Cronin, devient dentiste honoraire du London Homeopathic Hospital.

## Positions théologiques
À l'origine catholique romain, Cronin se rapproche de diverses églises dissidentes de la région lorsque il s'installe à Dublin, mais n'est admis qu'en tant que visiteur. Il commence à rencontrer d'autres chrétiens, dont Anthony Norris Groves, John Gifford Bellett et John Nelson Darby. Sa conviction est que l'ordination du clergé est inutile et non biblique et sa théologie dispensationaliste et prémillénariste deviennent plus tard les principaux principes du mouvement des Frères de Plymouth.
Il reste fidèle à ce mouvement toute sa vie, mais l'un de ses derniers actes est de précipiter une scission au sein d'un mouvement déjà fracturé. Lorsqu'un certain nombre de membres d'une assemblée en déclin à Ryde cessent d'assister aux réunions, il se rend sur place, rencontre certains d'entre eux et célèbre la Sainte Cène. Une violente dispute éclate, les différentes assemblées divergeant sur le camp à soutenir, Darby, qui a sympathisé avec lui en privé, l'attaquant avec la plus grande virulence. La dispute s'envenime, mais n'est pas résolue.